# Zsámbék
Zsámbék (Duits: Schambeck) is een plaats (Város) in Hongarije in het comitaat Pest. Het ligt op zo'n 33 km voor Boedapest, voor de afrit van de E15. Het ligt tussen Tatabánya en Boedapest.
Er staat een goed onderhouden ruïne van een Middeleeuwse kerk, die in een laat-romaanse-gotische overgangsstijl werd gebouwd.
Enkele delen van de door een aardbeving verwoeste kerk (1736), zoals de beide torens en de Romaanse vensters, zijn nog goed te zien.
In het verleden woonden er in Zsámbék veel Duitstaligen (Donau-Zwaben). In 1946 werd 95% van de Duitstalige bevolking gedeporteerd naar Duitsland, hun plek werd ingenomen door Hongaren van de Grote Hongaarse laagvlakte.

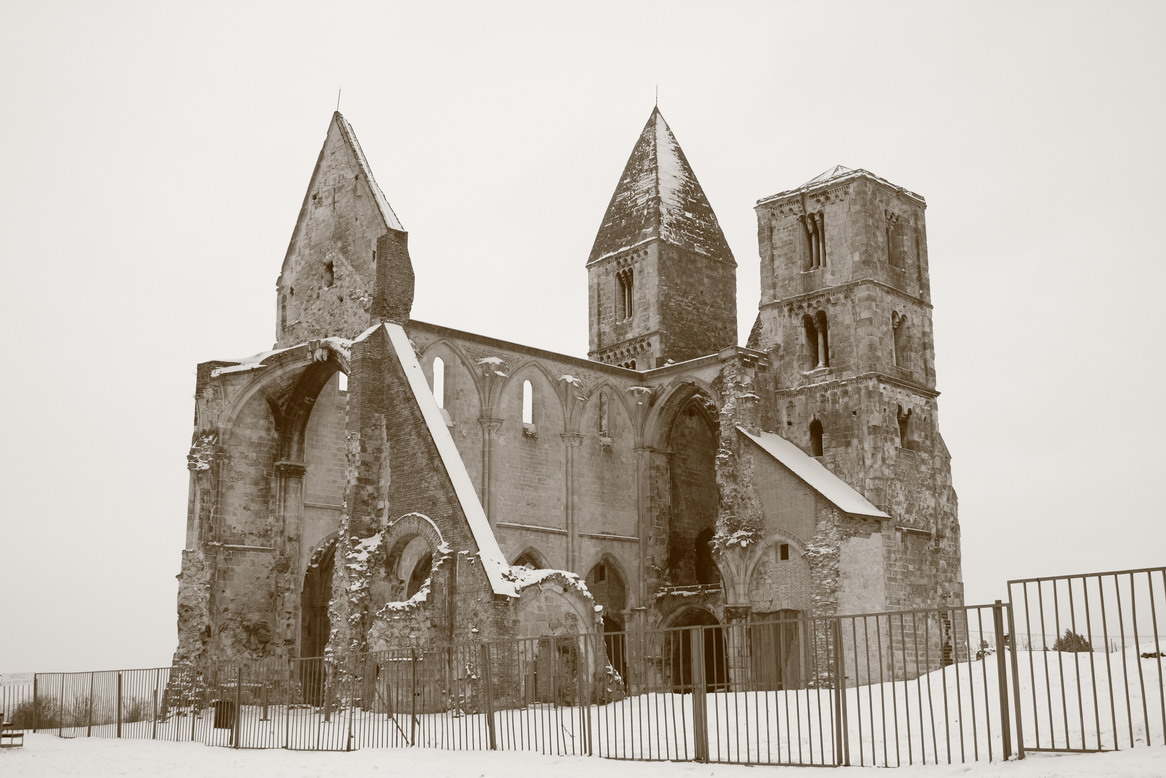
Ruïne in Zsámbék van een Middeleeuwse kerk